# Férfi 1500 méteres síkfutás a 2005. évi nyári európai ifjúsági olimpiai fesztiválon
A 2005. évi nyári európai ifjúsági olimpiai fesztiválon az atlétikai versenyszámokat Lignano Sabbiadoróban rendezték. A férfi 1500 méteres síkfutás előfutamait július 05-én, a döntőt pedig július 07-én rendezték.

## Előfutamok
| H  | F | Név                     | Nemzet             | E       | Mj  |
| -- | - | ----------------------- | ------------------ | ------- | --- |
| 1  | 2 | James Shane             | Egyesült Királyság | 3:56.71 | Q   |
| 2  | 2 | Otmane Belharbazi       | Franciaország      | 3:57.60 | Q   |
| 3  | 2 | Bruno Albuquerque       | Portugália         | 3:57.70 | Q   |
| 4  | 2 | Aleh Zyhmantovich       | Fehéroroszország   | 3:57.91 | Q   |
| 5  | 2 | Raul Botezan            | Románia            | 3:58.84 | q   |
| 6  | 2 | Roman Hvalonski         | Észtország         | 3:58.85 | q   |
| 7  | 2 | Khalif Abdirahman       | Dánia              | 3:58.93 | q   |
| 8  | 1 | Ciaran O'Lionaird       | Írország           | 4:01.81 | Q   |
| 9  | 2 | Joonas Lehtinen         | Finnország         | 4:02.12 | q   |
| 10 | 1 | Giovanni Boccoli        | Olaszország        | 4:02.44 | Q   |
| 11 | 1 | Antonio Weingartner     | Horvátország       | 4:02.72 | Q   |
| 12 | 1 | Carlos Alonso           | Spanyolország      | 4:02.88 | Q   |
| 13 | 1 | Thibaut Van Den Abeele  | Belgium            | 4:03.27 |     |
| 14 | 1 | Namig Asadov            | Azerbajdzsán       | 4:03.53 |     |
| 15 | 1 | Yeóryios-Kons Spetseris | Görögország        | 4:03.65 |     |
| 16 | 2 | Aivaras Krakauskas      | Litvánia           | 4:03.74 |     |
| 17 | 1 | Gökhan Akdogan          | Törökország        | 4:06.53 |     |
| 18 | 2 | Allister Bezzina        | Málta              | 4:08.00 |     |
| 19 | 1 | Raphael Pallitsch       | Ausztria           | 4:08.72 |     |
| 20 | 1 | Vilhjálmur Atlason      | Izland             | 4:08.90 |     |
| 21 | 1 | Danijel Pavik           | Észak-Macedónia    | 4:23.26 |     |
| 22 | 1 | Antoine Berlin          | Monaco             | 4:24.86 |     |
| -  | 1 | Christian Hengmith      | Németország        | -       | DNF |

## Döntő
| H     | Név                 | Nemzet             | E       | Mj |
| ----- | ------------------- | ------------------ | ------- | -- |
| Arany | James Shane         | Egyesült Királyság | 3:52.68 |    |
| Ezüst | Otmane Belharbazi   | Franciaország      | 3:53.30 |    |
| Bronz | Ciaran O'Lionaird   | Írország           | 3:53.83 |    |
| 4     | Bruno Albuquerque   | Portugália         | 3:57.13 |    |
| 5     | Roman Hvalonski     | Észtország         | 3:58.23 |    |
| 6     | Khalif Abdirahman   | Dánia              | 4:00.14 |    |
| 7     | Giovanni Boccoli    | Olaszország        | 4:00.15 |    |
| 8     | Raul Botezan        | Románia            | 4:00.75 |    |
| 9     | Carlos Alonso       | Spanyolország      | 4:01.02 |    |
| 10    | Aleh Zyhmantovich   | Fehéroroszország   | 4:03.40 |    |
| 11    | Antonio Weingartner | Horvátország       | 4:04.90 |    |
| 12    | Joonas Lehtinen     | Finnország         | 4:05.37 |    |